# Giocondo de Nittis
Giocondo de Nittis OFM Ref. (ur. 31 marca 1828 w San Giovanni Rotondo, zm. 28 lutego 1908 w Castellanetcie) – włoski duchowny katolicki, biskup diecezji Castellaneta w latach 1886-1908, franciszkanin.

## Życiorys
Matteo de Nittis urodził się 31 marca 1828 w San Giovanni Rotondo, w regionie Apulia, na południu Włoch. Do franciszkanów wstąpił w klasztorze San Nicandro Garganico, przyjmując imię Giocondo. Śluby wieczyste złożył 13 czerwca 1859, święcenia kapłańskie przyjął 23 lutego 1861. Zanim powołano go na urząd biskupi był m.in. prowincjałem swojej macierzystej prowincji zakonnej w Apulii. W 1886 papież Leon XIII mianował go biskupem diecezji Castellaneta. Sakrę biskupia przyjął w Rzymie 13 czerwca 1886 z rąk franciszkańskiego kardynała José Sebastião Neto. Ingres do katedry w Castellanetcie odbył 8 września tego samego roku. Jako biskup ordynariusz przyczynił się do odrestaurowania klasztoru franciszkanów w Castellanetcie, do którego w 1897 wprowadził zakonników. Sprzyjał dziełom socjalnym prowadzonym przez wiernych swojej diecezji. Reformował seminarium duchowne. W 1905 odbył pielgrzymkę do Ziemi Świętej, podczas której konsekrował ołtarz w Kaplicy Skazania przy Via Dolorosa w Jerozolimie. W 1907 zwołał synod diecezjalny. Zmarł 26 lutego 1908 w Castellanetcie. Wydano drukiem dwadzieścia listów pastoralnych bpa de Nittisa oraz akta zwołanego przez niego synodu.